# Yirol
Yirol est une ville du Soudan du Sud, dans l'État des Lacs. Elle a été dévastée par la guerre civile dans les années 1980-1990.

## Culte
̈Église de la Sainte-Croix, mission combonienne reconstruite dans les années 1990.